# Colégio Abílio
O Colégio Abílio foi uma instituição de ensino que se celebrizou por ter inspirado a obra O Ateneu do escritor brasileiro Raul Pompeia, que lá estudou.

## História
A primeira unidade foi criada pelo médico e educador baiano Abílio César Borges (Barão de Macaúbas), em sociedade com Epifânio Reis, em 1 de agosto de 1871, na Rua Ipiranga 4 (atual número 70), no palacete que havia pertencido ao jurista Teixeira de Freitas e depois a José Luís Cardoso de Sales, primeiro barão de Irapuã e que em 1886 seria adquirido pela Sociedade Amantes da Instrução, que lá criaria o Instituto João Alves Afonso. Com a dissolução da sociedade no final da década, o colégio passou a se chamar Epifânio Reis. Mudando-se para Barbacena, Minas Gerais, em 1881 o Barão de Macaúbas instalou ali a segunda unidade do Colégio Abílio, por onde passaram ilustres personalidades da vida pública mineira. O prédio, que ainda hoje preserva características da construção original, serviu de sede para o antigo Colégio Militar de Minas Gerais e hoje é a sede do comando da Escola Preparatória de Cadetes-do-Ar. Essa unidade funcionou até 1888. Em 1883, seu filho, Joaquim Abílio Borges abriu no Rio de Janeiro a terceira unidade do Colégio Abílio, inicialmente na Praia de Botafogo, 172, onde funcionou até abril de 1890. Depois foi transferido para a Rua Marquês de Abrantes, 20 e finalmente para o antigo palacete do Barão de Alegrete, na Praia de Botafogo, 374, imóvel já demolido onde funcionou depois o Colégio Aldridge e, mais à frente, o Colégio Anglo-Americano. Funcionou até meados da década de 1910.
Consta que a inspiração do escritor Raul Pompéia para escrever o romance O Ateneu foi sua experiência como estudante do Colégio Abílio.